# 馬克姆縣
6°43′16″S 146°16′01″E / 6.721°S 146.267°E
馬克姆縣（英語：Markham District），是巴布亞新畿內亞的縣份之一，位於新畿內亞島東部，由莫雷貝省負責管轄，首府設於卡亞皮特，面積4,311平方公里，2011年人口62,495，人口密度每平方公里14人。